# Dima Slobodeniouk
Dima Slobodeniouk oppure Slobodenjuk (in russo Димa Слободенюк?; Mosca, 1975) è un direttore d'orchestra russo naturalizzato finlandese.

## Biografia
Slobodenûk proviene da una famiglia di musicisti, suo padre e suo nonno suonavano la viola nell'Orchestra Filarmonica, sua madre è una pianista. Dopo la dissoluzione dell'Unione Sovietica, all'età di 16 anni, su suggerimento di suo padre, si trasferì in Finlandia, dove è stato direttore principale dell'Orchestra Sinfonica di Lahti dal 2016. Nel 2013 divenne direttore dell'Orquesta Sinfónica de Galicia a La Coruña.
Iniziò gli studi al Conservatorio di Mosca all'età di 14 anni come violinista, si diplomò all'Accademia Sibelius di Helsinki e poi si formò come direttore d'orchestra; nel 1999 diresse un concerto sinfonico per la prima volta. Come direttore ospite ha diretto tra le altre orchestre quelle di Boston, Amsterdam, Rotterdam, Vienna, Monaco, Tokyo, Minnesota, Lucerna e presso le orchestre radiofoniche di Stoccarda e Colonia. Nel febbraio 2018 ha diretto per la prima volta i Berliner Philharmoniker. Gli piace dirigere opere contemporanee e tra queste le anteprime mondiali, per le quali si considera Botschafter des Komponisten und als Stellvertreter für das Publikum (Ambasciatore del compositore e rappresentante del pubblico).
Ai Grammy Awards 2014 ha ricevuto la nomination per Holmboe: Concerto nella categoria dei Grammy Award: "Best Classical Compendium".